# Підземне місто Наур

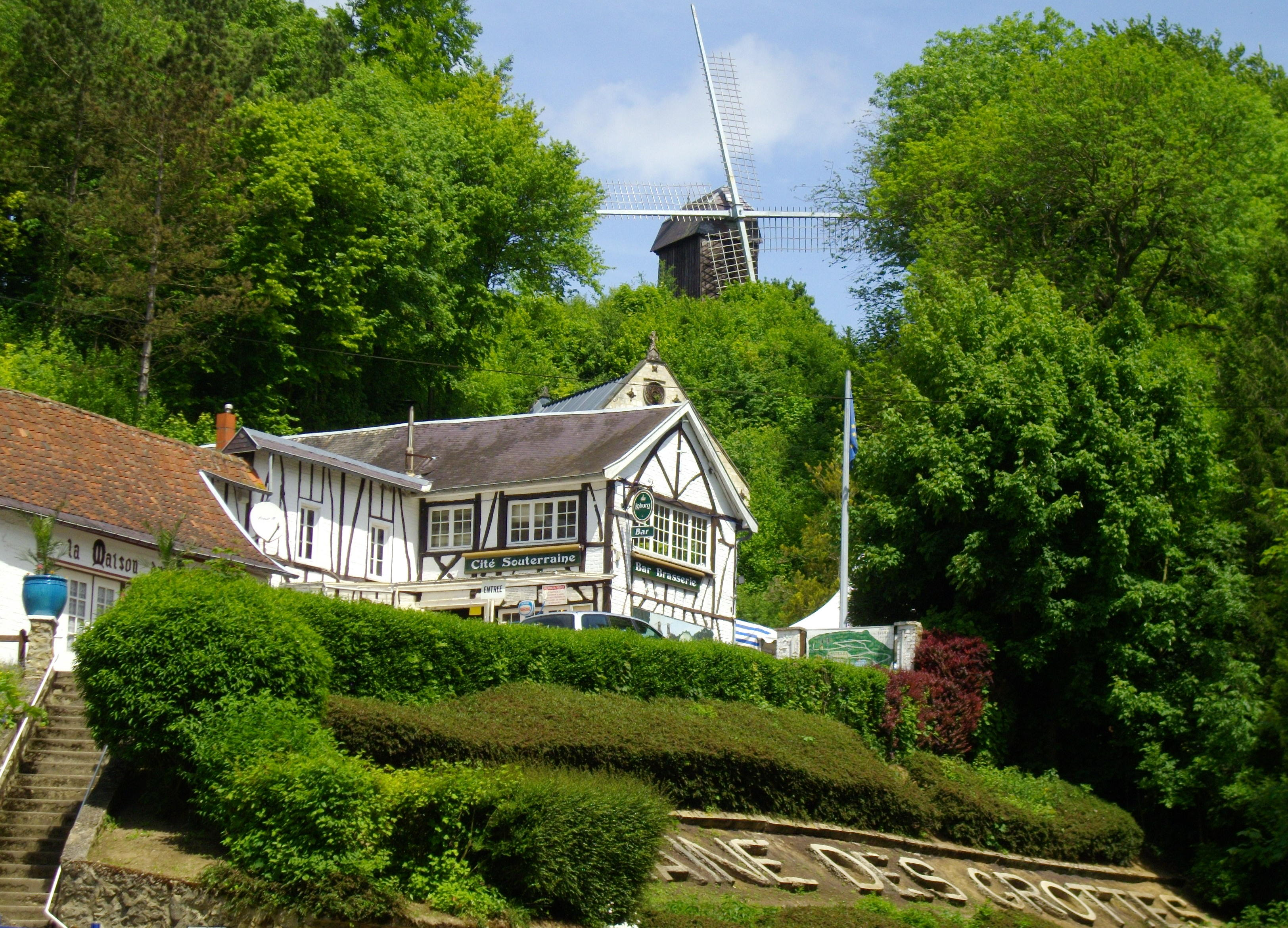
Парк навколо гроту Наур

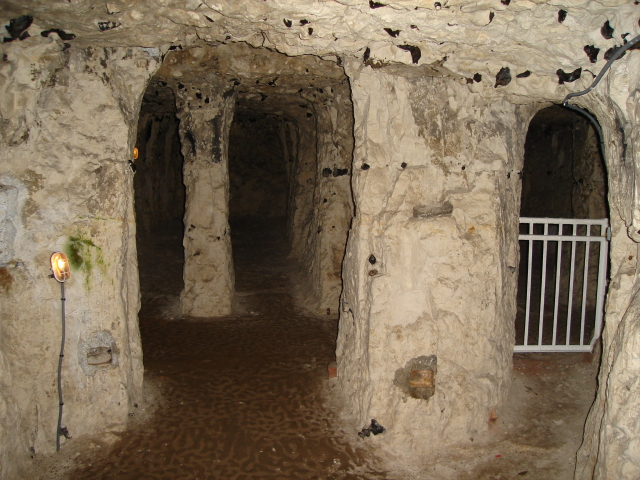
Підземне місто Наур

50°02′10″ пн. ш. 2°16′39″ сх. д. / 50.03611° пн. ш. 2.27750° сх. д.
Підземне місто Наур — підземний ансамбль, розташований під містом Наур у Франції, провінція Пікардія. Одна з найзнаменитіших підземних споруд у Франції. Є так званим «мюшем»(Muche) — підземним притулком, характерним для півночі Франції, які створювалися для того, щоб перечікувати напади на поселення, для рятування життів і майна.
Ансамбль підземного міста Наура був здатний вміщувати до 3 тисяч чоловік. Початок його спорудження відноситься до IX століття. Використовувався жителями Наура упродовж багатьох століть. Жителі ховалися там іноді впродовж тривалого часу, захопивши з собою припаси їжі, майно і навіть худобу. Використовувалася хитромудра система димарів, щоб часом не викрити місце розташування притулку димом від вогнищ.
Підземне місто віднайшли наприкінці XIX століття. Мережа підземних вулиць, галерей і площ досягала 2 км. Містилися усі ці споруди в середньому на глибині 33 м, серед будівель знаходилася і досить велика церква. Спорудження притулку велося вручну.

## Ресурси Інтернету
- Вікісховище має мультимедійні дані за темою: Підземне місто Наур
- Н. Новиков. «Подземный двойник Наура». — Журнал «Вокруг Света» № 7 (2478), Июль 1980
- Сайт пам'ятки
- Les muches de Naours